# Широко-Бахолдинский
Широко-Бахолдинский — хутор в Милютинском районе Ростовской области.
Входит в состав Светочниковского сельского поселения.

## Население
| 2010 |
| ---- |
| 229  |

## Улицы
| - ул. Береговая, - ул. Восточная, - ул. Колхозная, - ул. Механизаторов, - ул. Набережная, - ул. Степная, | - ул. Тополевая, - ул. Тупиковая, - ул. Центральная, - ул. Школьная, - пер. Луговой. |